# Hospital de Móstoles (métro de Madrid)
Hospital de Móstoles est une station de la ligne 12 du métro de Madrid. Elle est située sous la rue du Sella, à Móstoles, dans la communauté de Madrid.

## Situation sur le réseau
Établie en souterrain, la station Hospital de Móstoles est située sur la ligne 12 du métro de Madrid, entre Manuela Malasaña et Pradillo.

## Histoire
La station est inaugurée le 11 avril 2003, à l'occasion de la mise en service de la ligne.

## À proximité
La station dessert l'hôpital universitaire de Móstoles (es).